# Coupure (waterbouwkunde)

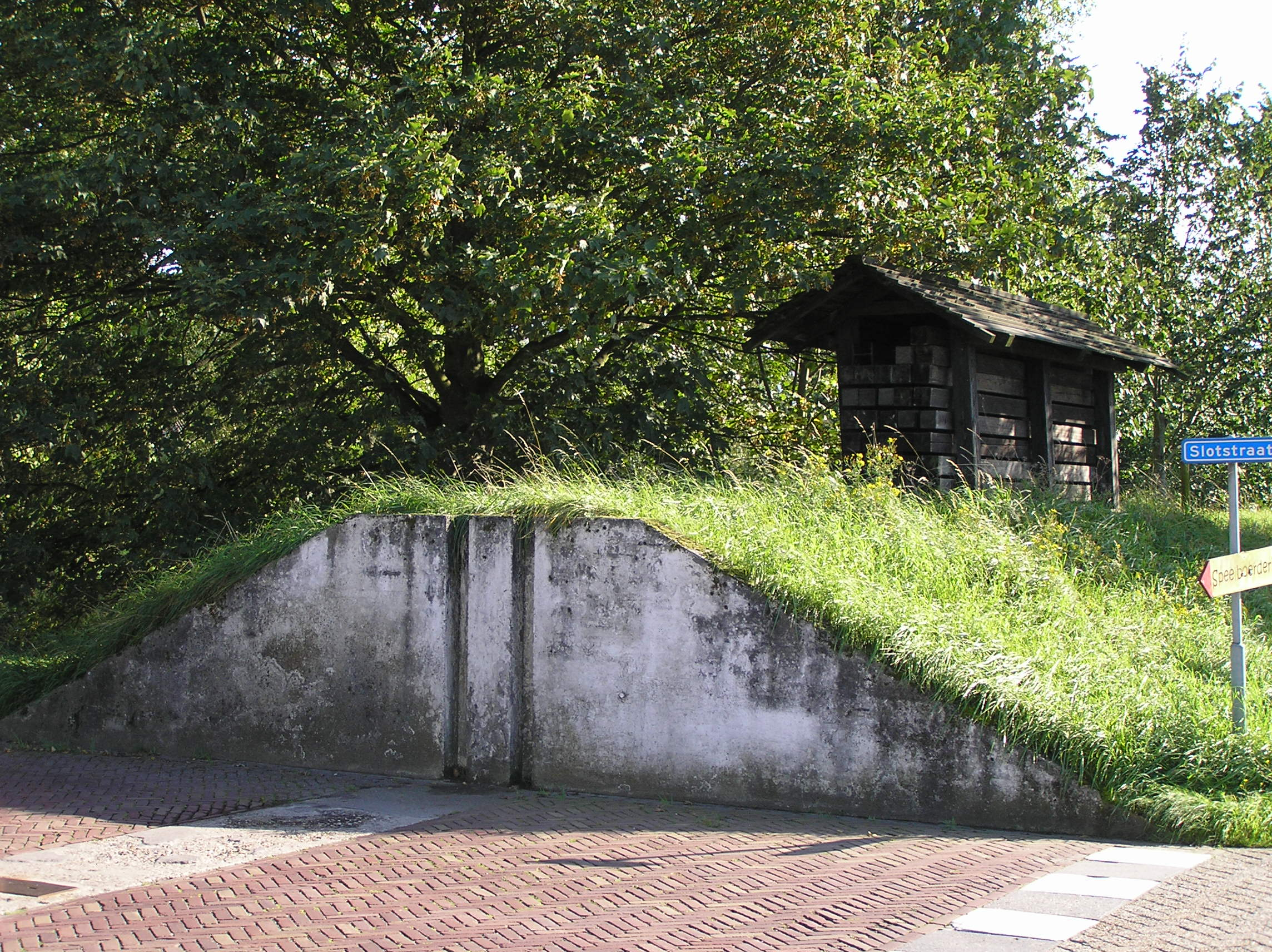
Coupure met schotbalkhuisje bij 's-Heer Arendskerke

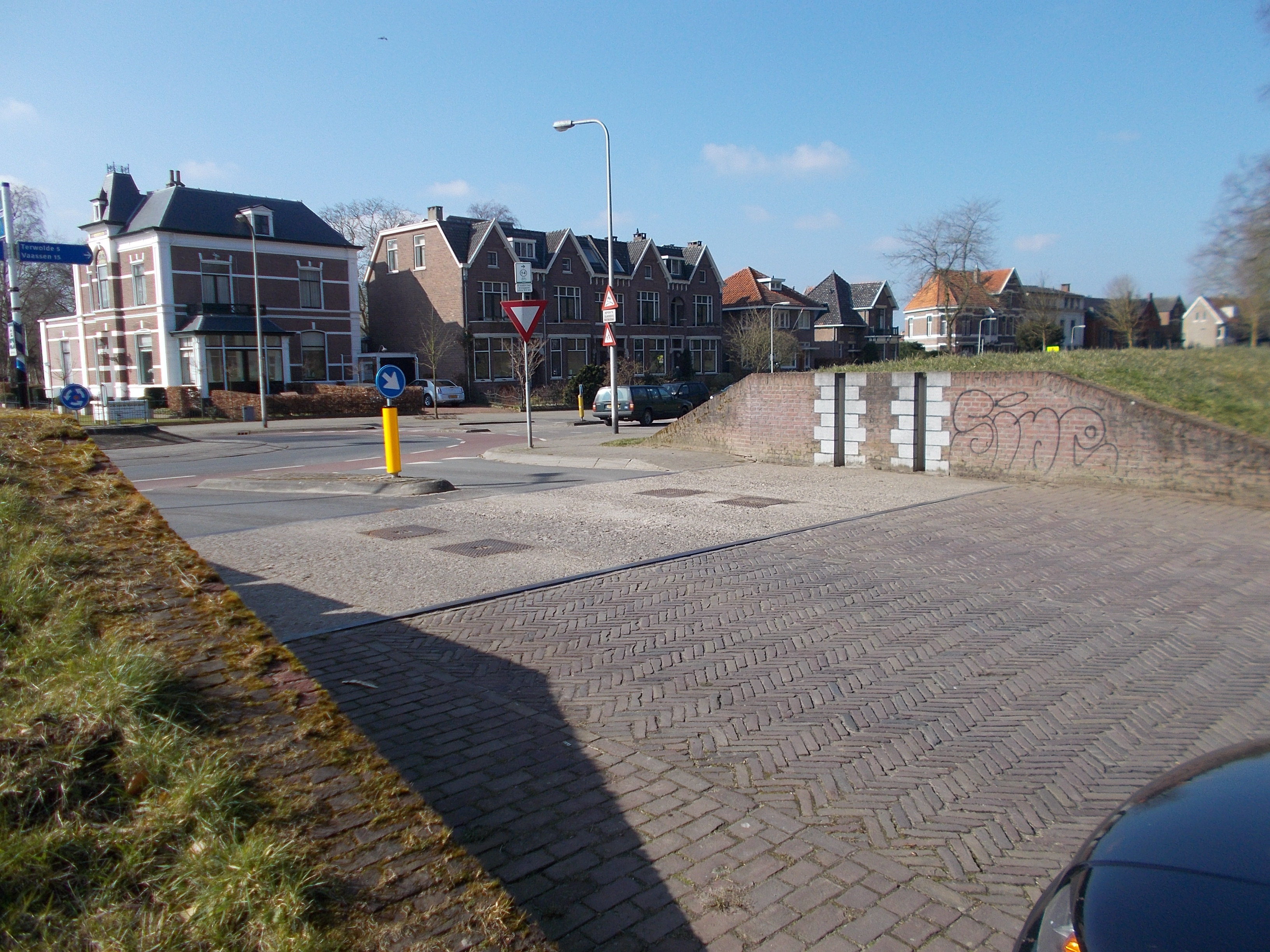
Coupure IJsseldijk te Deventer

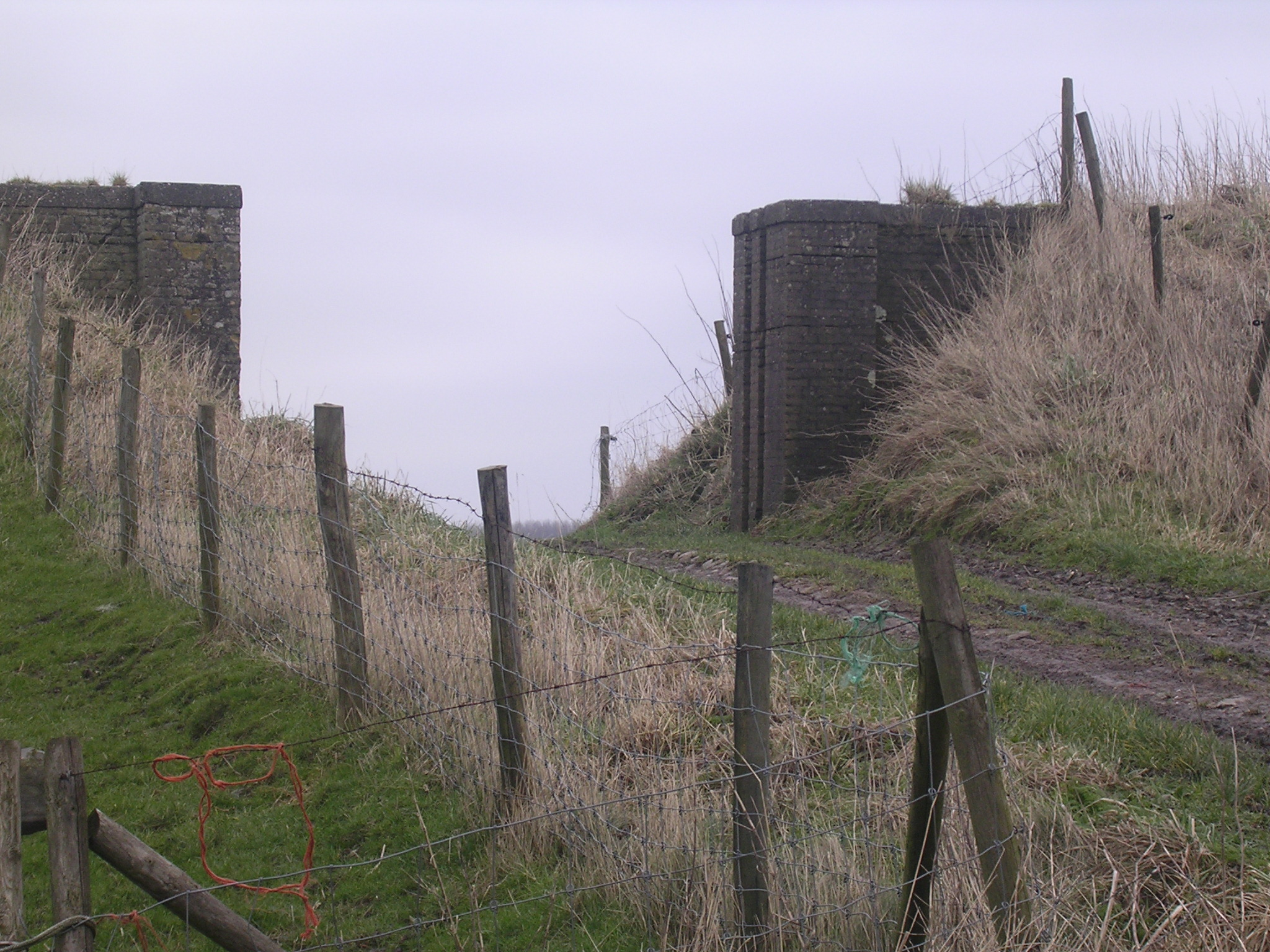
Coupure in oude dijk van de Engwierumerpolder

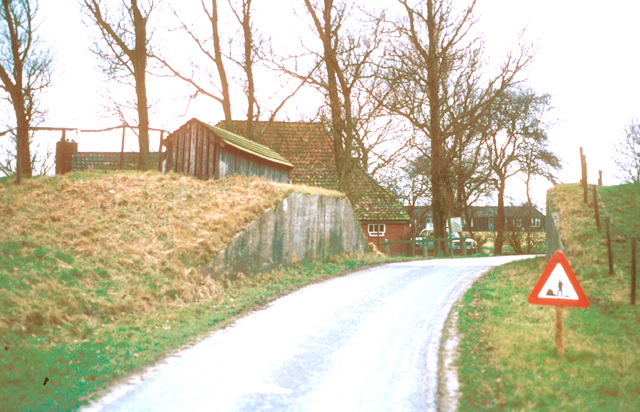
Coupure in Noordpolderweg bij Westernieland. Inmiddels zijn de weg en coupure opgebroken en de dijk op hoogte gebracht.

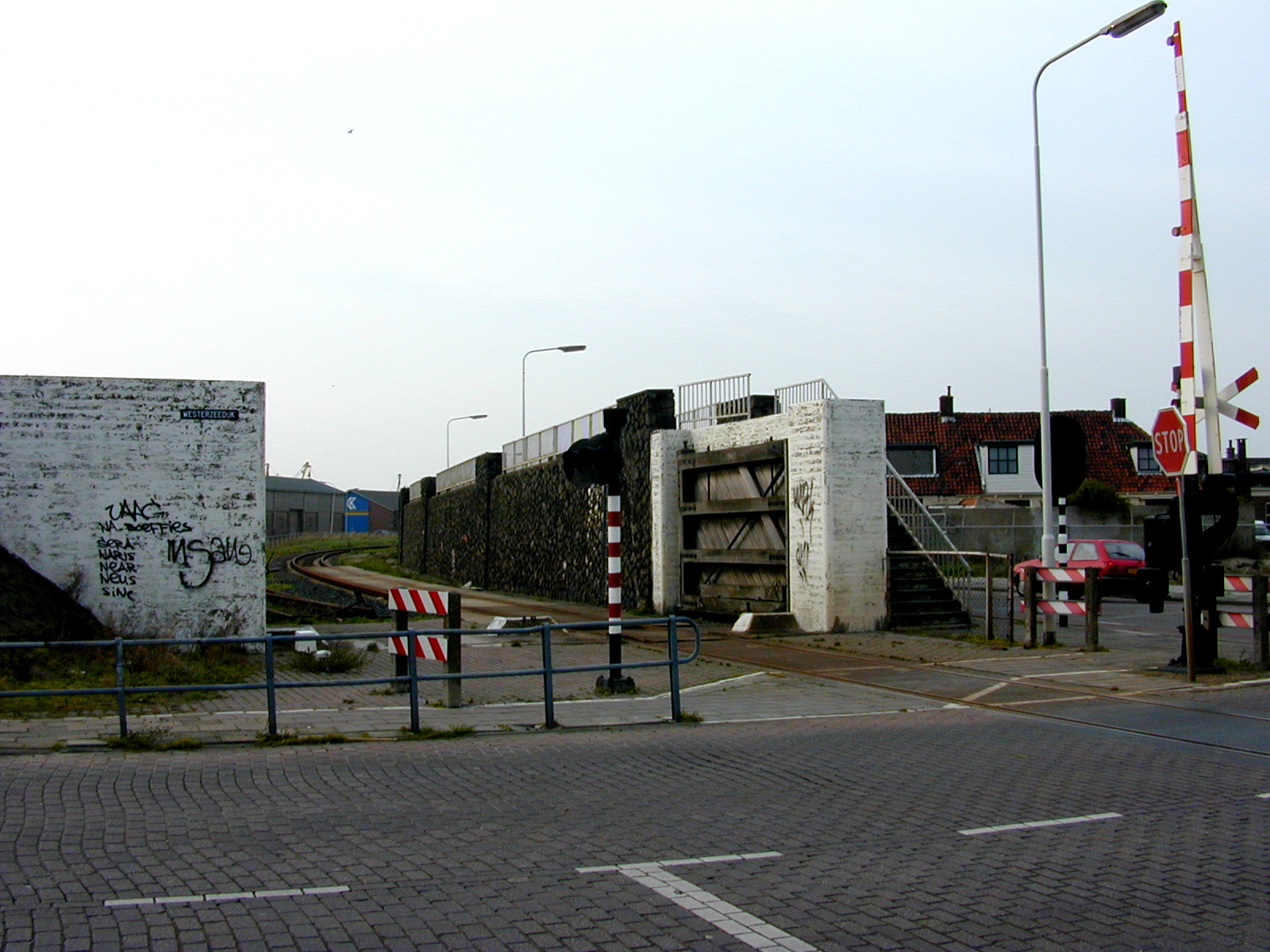
Coupure in Westerzeedijk te Harlingen ten behoeve van een spoorlijn

Een coupure, bij dijken vroeger ook dijkgat, dijkschut of wagengat genoemd, is in de waterbouwkunde een onderbreking in een waterkering.
Als op de plek waar een weg een waterkering kruist een verlaging van de waterkering wordt aangebracht, spreekt men van een coupure. In geval van een calamiteit moet deze plek op de kerende hoogte worden gebracht. Aan de zijkanten van de coupure zijn hiervoor muren aangebracht, met daarbij de mogelijkheid om ruimte tussen de muren te sluiten met behulp van een of twee rijen schotbalken of met behulp van een zware deur. Als extra veiligheid worden tussen de balken of tegen de gesloten deuren zandzakken geplaatst. Tussen de balken werd van oudsher ook wel paardenmest gestort, hierdoor is de afsluiting meer waterdicht.

## Schotbalken en vloedplanken
De planken in een coupure worden ook wel vloedplanken genoemd, alhoewel deze term meer gebruikt wordt voor afsluiting van woningen en winkelpanden (dus kleinschaliger). Coupures in het stedelijk gebied, waar niet direct een dijk te zien is, worden ook vaak vloedplanken genoemd. De Voorstraat in Dordrecht is een dijk die als zodanig nauwelijks te herkennen is. De woningen langs deze straat fungeren als waterkering, bij een zijstraat is er dus feitelijk een coupure. 

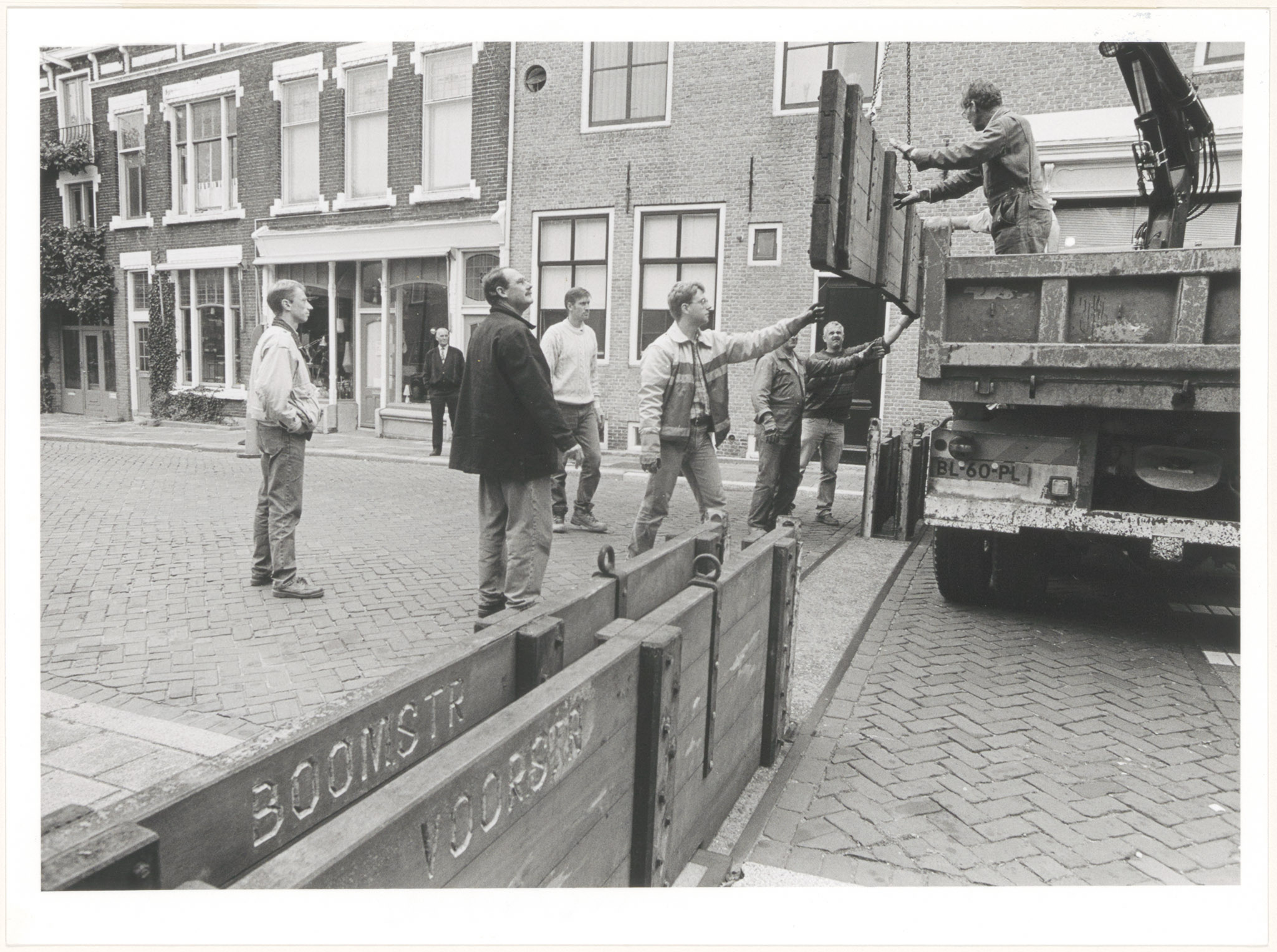
Vloedplanken in de coupure Boomstraat te Dordrecht
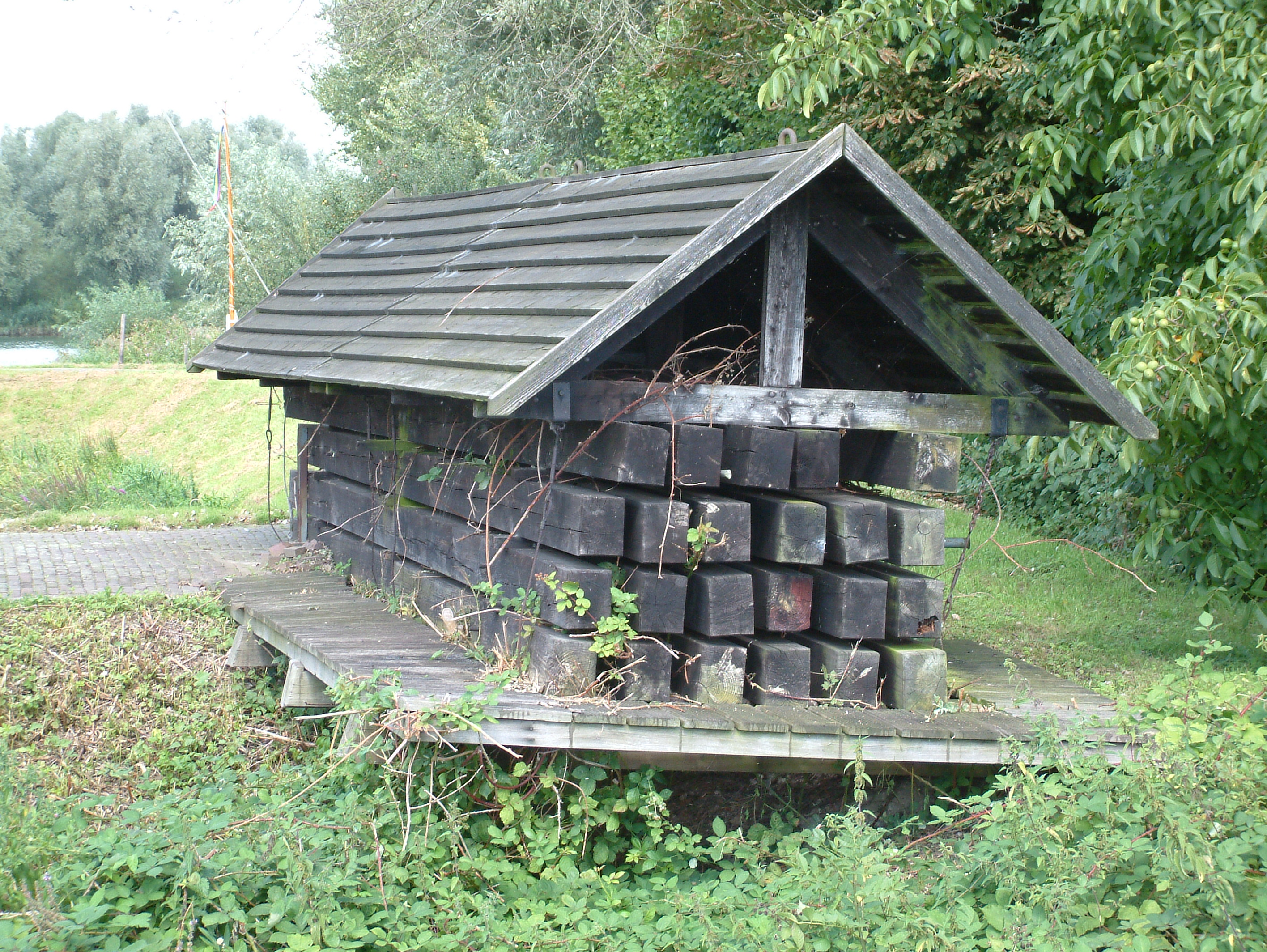
de opslag van schotbalken bij de Helsluis in de Biesbosch

## Diefdijk
Een van de bekendere coupures is die in de Diefdijk in Culemborg, waar de A2 doorheen loopt. In 2005 is de oude, in 1935 gebouwde, smalle coupure gesloopt om ruimte te maken voor de verbreding van de snelweg. De nieuwe coupure is bijna drie maal zo breed geworden.

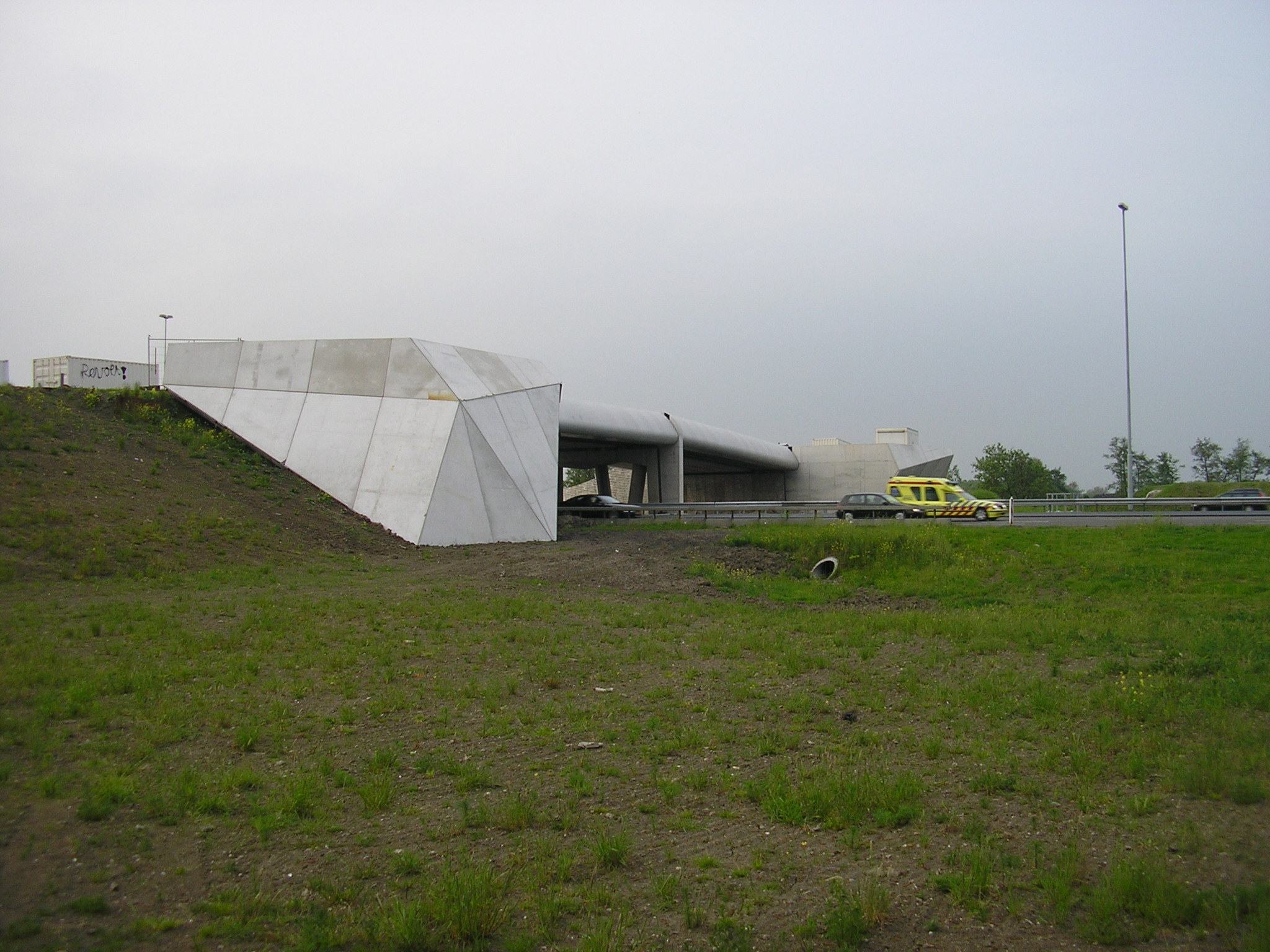
A2-coupure Diefdijk
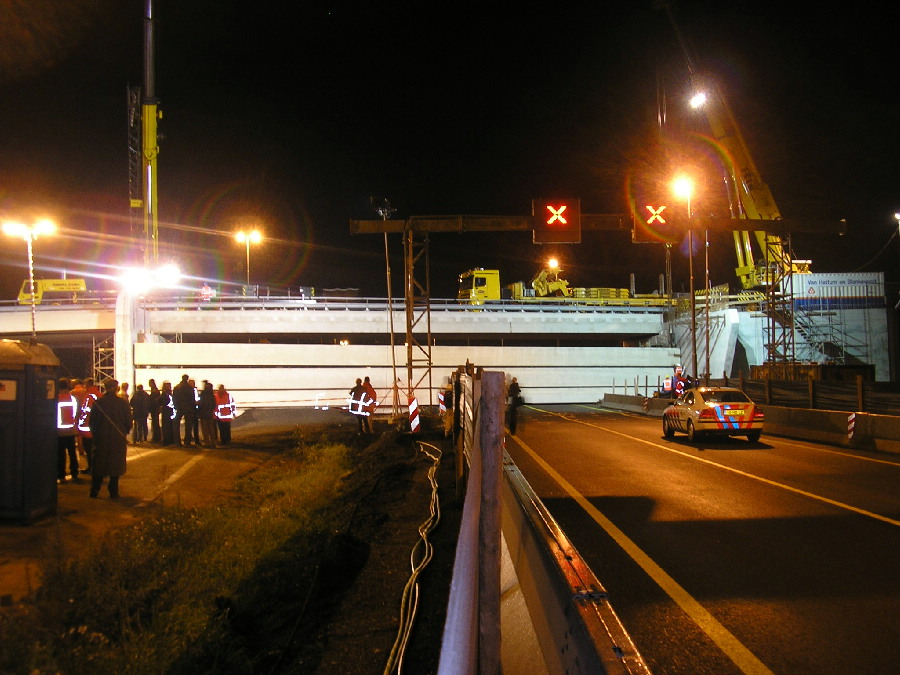
Test sluiting A2-coupure Diefdijk

## Amstelveen
Bij het doortrekken van sneltram 51 van halte Poortwachter naar halte Westwijk in Amstelveen is een coupure aangebracht onder de Bovenkerkerweg, die als slaperdijk voor de dijk van de Amstel fungeert. Hierbij is een klep aangebracht, waarmee de doorgang voor de sneltram en voor fietsers en wandelaars kan worden afgesloten.

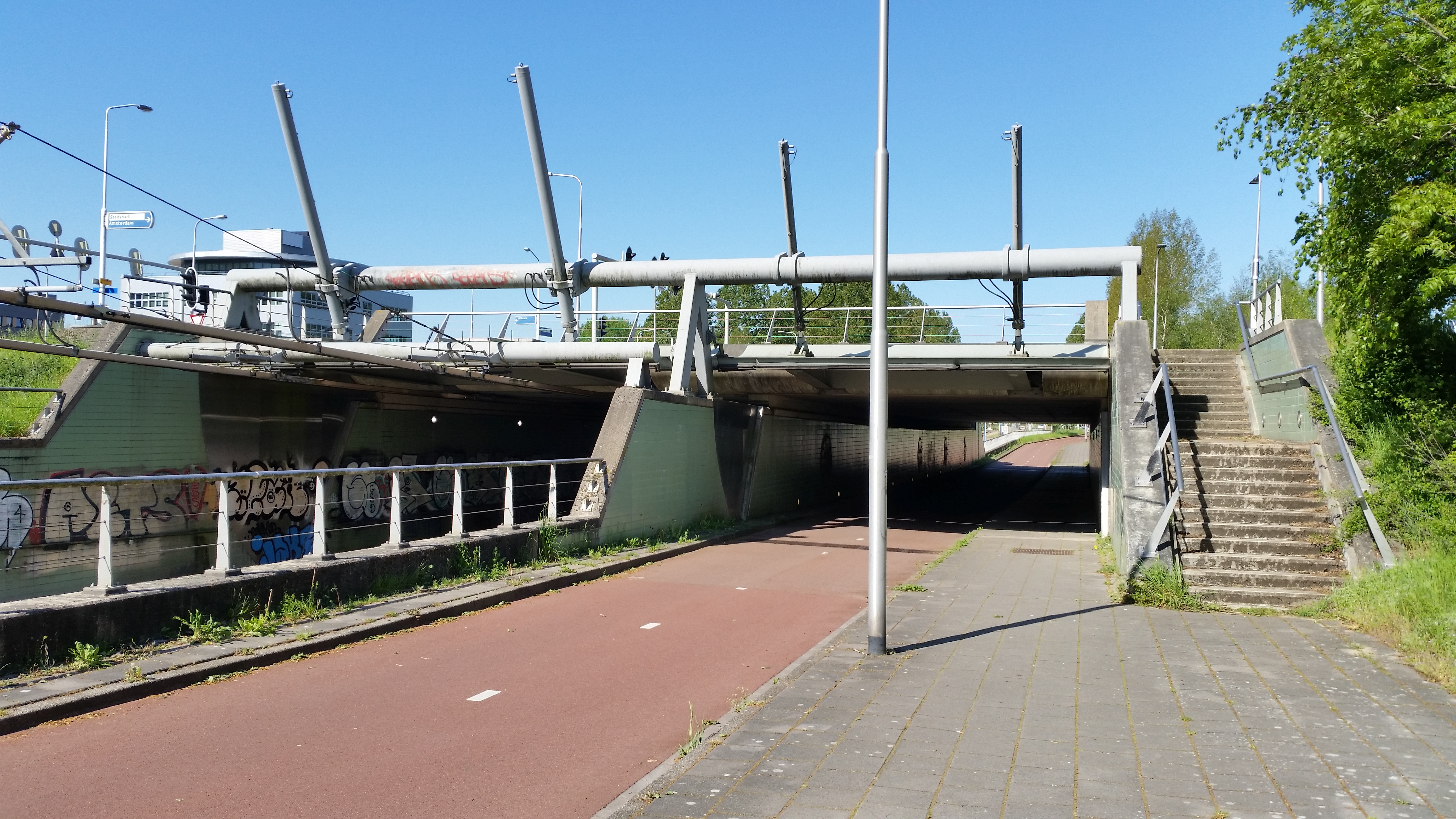
Coupure voor Amstelveenlijn in Bovenkerkerweg, Amstelveen
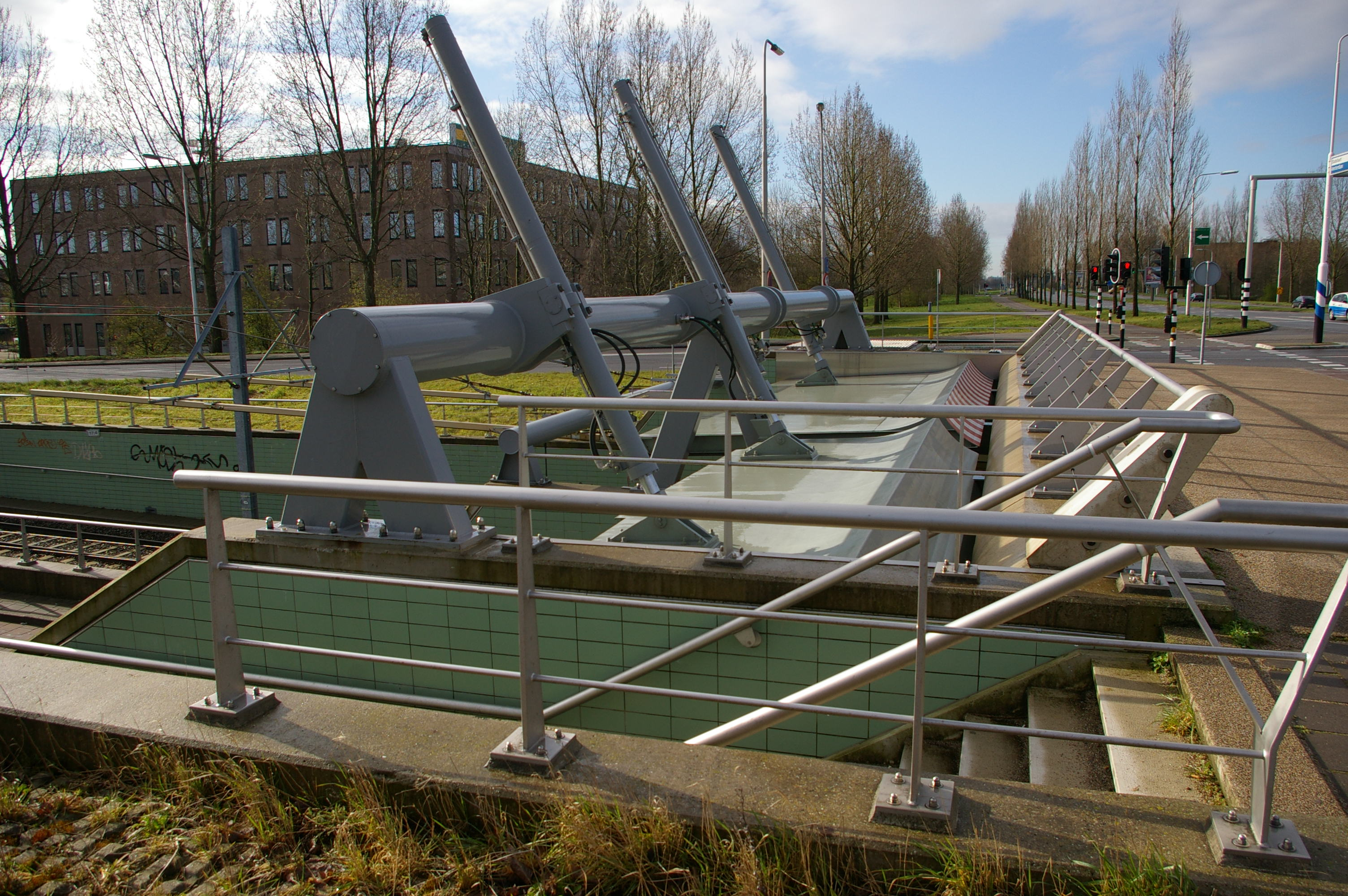
Detail coupure Amstelveen

## Zeedijken
Coupures komen vooral voor in rivierdijken en in secundaire keringen, zoals slaperdijken en kades. In veel slaperdijken worden coupures nog gehandhaafd als extra veiligheid. Een voorbeeld is de coupure in om Garnwerd langs het Reitdiep. Deze coupure stamt nog uit de tijd dat het Reitdiep een open verbinding had met de Lauwerszee en dus belast kon worden door stormvloeden. Op dit moment is de dijk langs het Reitdiep feitelijk een slaperdijk. In zeewaterkerende dijken komen ze nauwelijks voor. In Delfzijl liggen wel enkele coupures in de zeedijk: Keerweer en de Kleine- en Grote Waterpoort. Coupures in zeedijken vormen een risico vanwege het gevaar dat ze niet op tijd gesloten worden, zoals in Kruiningen bij de Watersnood van 1953. Bij rivierdijken speelt dit veel minder omdat bij rivierdijken (met name langs de Rijntakken) hoogwater met behoorlijke nauwkeurigheid al enkele dagen van tevoren voorspeld kan worden. In Nederland is het beleid duidelijk anders dan bijvoorbeeld in Hamburg, waar in het stedelijk gebied veel coupures liggen. Op de foto een coupure langs de zuidelijke begrenzing van de haven (Harburg, Moorburger Strasse). In New Oleans loopt langs de Mississippi een muur om de stad tegen overstroming te beschermen; deze muur wordt op een aantal plaatsen doorsneden door een spoorlijn, waarvoor coupures zijn aangebracht.

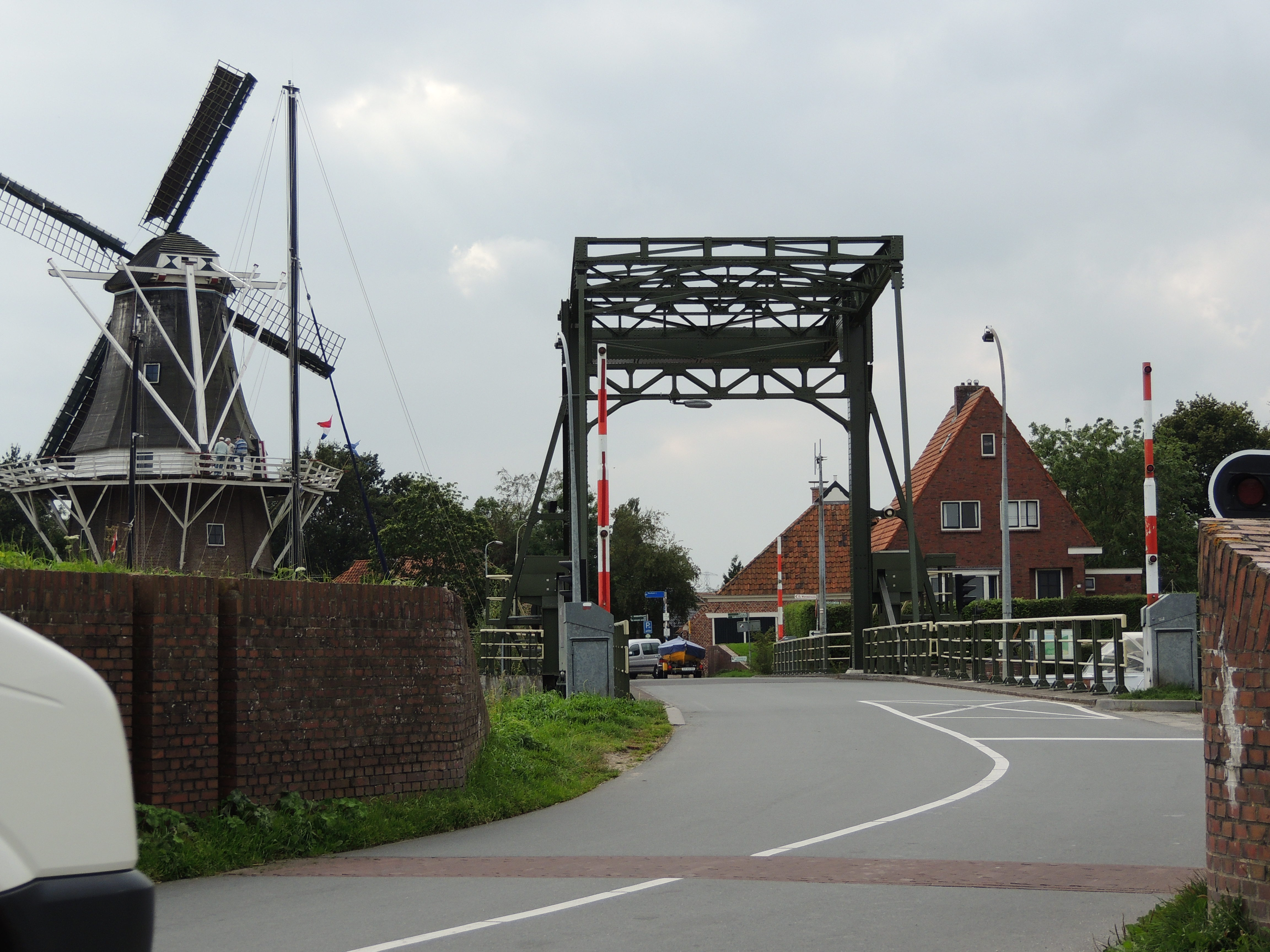
Voormalige coupure in de zeedijk bij Garnwerd, de sponningen voor de schotbalken zijn goed zichtbaar
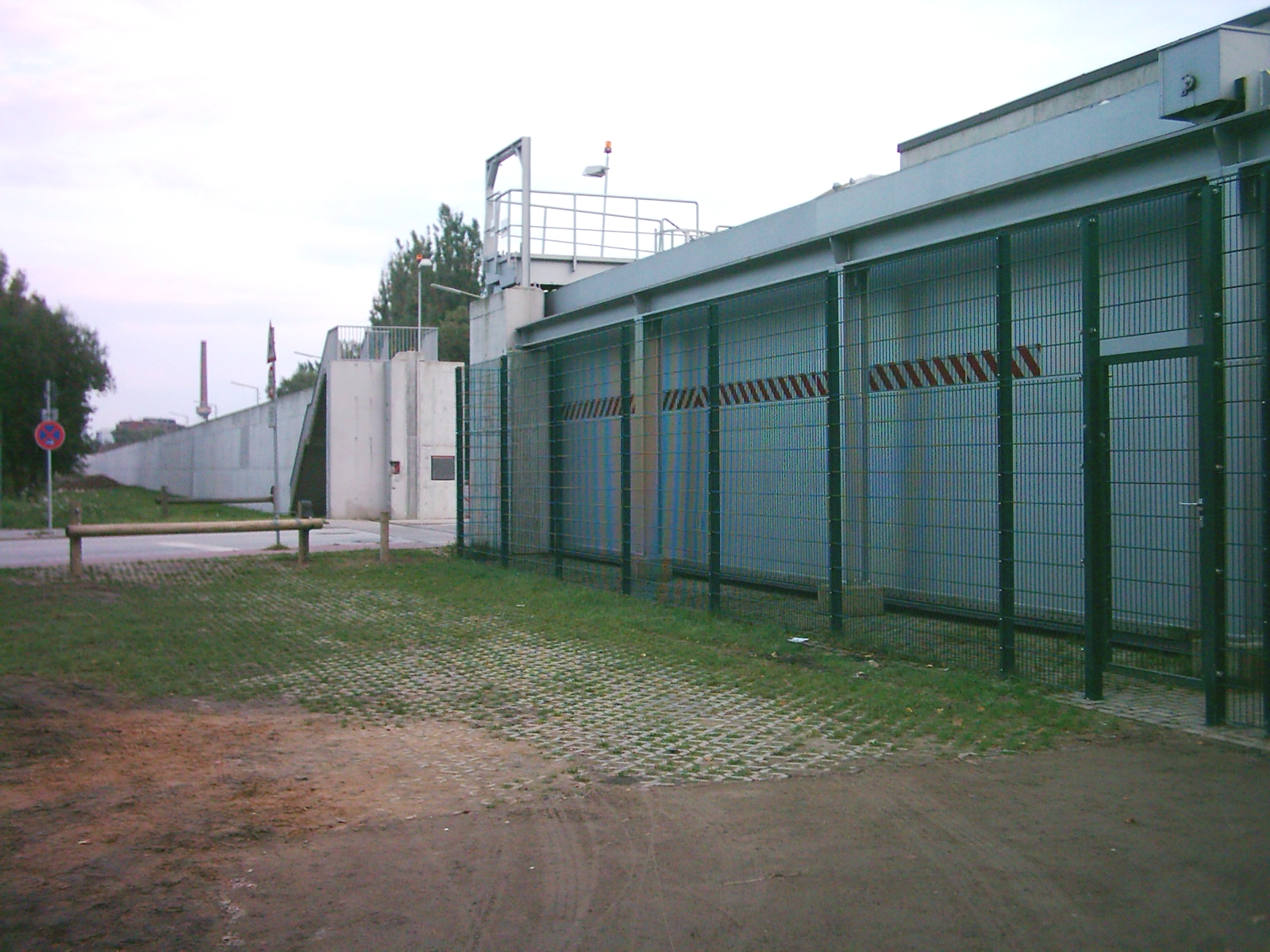
Geavanceerde coupuredeur in Hamburg
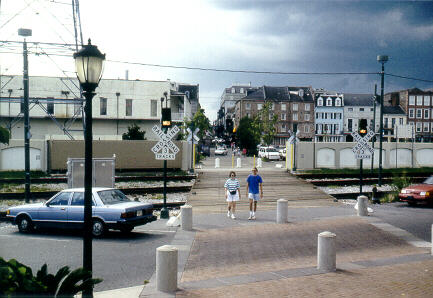
Coupure voor een spoorlijn in New Orleans
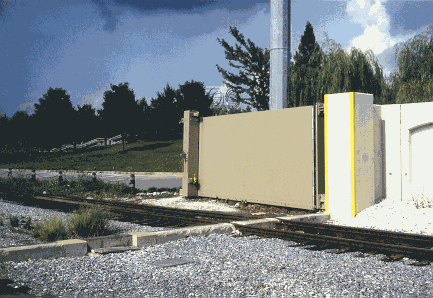
Coupure voor de spoorlijn in New Orleans

## Vestingwerken
In een vestingwal kon tijdelijk of permanent een coupure (doorsnijding) zijn aangebracht, bijvoorbeeld om varend verkeer van de singels (of overig verkeer via land) de stad binnen te laten. Daarnaast bestaan andere toepassingen, zoals de bescherming van de stad tegen hoogwater en/of inundatie op de plaatsen waar vestingwallen tevens een secundaire functie als waterkering hebben. Een coupure kan tevens als strategisch middel worden ingezet om vijanden in hun opmars te belemmeren via dijken, wegen, borstwering en walgangen. Ter vervanging van een stadspoort kon gekozen worden voor een coupure, waardoor een stad tijdens de staat van beleg toch nog afgesloten kon worden. Tijdens de verdediging kon een coupure worden aangelegd in de vorm van een borstwering met een gracht daarvoor. Als de coupure voor of tijdens de aanleg van vestingwerken werd ingepast, werd de doorsnijding meestal bekleed met zwaar metselwerk.
In de dikke gemetselde zijmuren van de coupure bevinden zich verticale sleuven waarin zware schotbalken geplaatst kunnen worden. Als de coupure een secundaire functie heeft tegen hoogwater kunnen dubbele sleuven zijn gebruikt. De ruimte tussen de schotbalken kan na het plaatsen van de balken worden opgevuld met stro en paardenmest om de coupure waterdicht te maken.